# Fallada de Malpás
Fallada de Malpás är ett berg i Spanien.   Det ligger i provinsen Província de Lleida och regionen Katalonien, i den nordöstra delen av landet, 400 km nordost om huvudstaden Madrid. Toppen på Fallada de Malpás är 1 698 meter över havet.
Terrängen runt Fallada de Malpás är kuperad åt sydväst, men åt nordost är den bergig. Runt Fallada de Malpás är det glesbefolkat, med 10 invånare per kvadratkilometer. Närmaste större samhälle är Barruera, 14,5 km norr om Fallada de Malpás. I omgivningarna runt Fallada de Malpás växer i huvudsak blandskog.